# Rainbow (entreprise)
Rainbow (Rainbow S.p.A.) est un studio de production italien créé en 1995. Il était à l'origine un studio d'animation avant de commencer à développer également des productions en prise de vues réelles.
Lors de sa création, le studio était indépendant. Néanmoins, à partir de 2011, il est acquis à 30% par le conglomérat américain Paramount Global, avec Straffi conservant 70%. En 2023, il redevient indépendant.
Il est notamment connu pour être le studio derrière la série d'animation Winx Club, devenue un phénomène de mode dans les années 2000 et ayant donnée naissance à une franchise médiatique.

## Histoire
La société Rainbow a été fondée à Loreto en 1995 par Iginio Straffi avec deux partenaires, Luigino Pigini et Giuseppe Casali. Le premier projet de Rainbow est la production d'un CD-ROM interactif intitulé Tommy et Oscar, suivi d'une série d'animation éponyme en 2000. 
Le succès du studio d'animation est Winx Club, une série télévisée d'animation diffusée depuis 2004 à la télévision. La série est doublée et diffusée dans 150 pays, le dernier en date étant le Japon en partenariat avec Netflix. 
La société a depuis travaillé sur plusieurs séries d'animation, notamment Huntik : À la recherche des Titans sortie en 2009, et a coproduit en 2012 une série mêlant prise de vues réelles et animation 3D : Mia et moi. En 2016, elle a produit sa première série entièrement en prise de vues réelles, Maggie et Bianca . 
Rainbow a également réalisé, via sa filiale Rainbow CGI, des films pour le cinéma dont la première production 3D italienne, Winx Club 3D : L'Aventure magique . 
En 2011, l'américain Viacom a rejoint la société en rachetant 30% des actions. 
En 2015, la société a acquis le studio d'animation canadien Bardel Entertainment, regroupant trois studios à Vancouver et 700 employés. 
En juillet 2017, elle reprend plus de 60% du groupe Iven, qui comprend Colorado Film fondé en 1986 par le producteur Maurizio Totti, le réalisateur Gabriele Salvatores, Diego Abatantuono et Paolo Rossi . Ses productions sont distribués dans plus de 150 chaînes de télévision à travers le monde.

## Rainbow CGI
Rainbow CGI est la filiale de production d'animation en effets spéciaux numériques (CGI) du studio d'animation Rainbow. Elle a été fondée à Rome en 2006 dans le but de réaliser des séries télévisées et des longs-métrages en images de synthèse.
Rainbow CGI utilise des logiciels tels que Autodesk Maya, NukeX, Autodesk Mudbox et Houdini 3D Animation Tools. C’est actuellement le plus grand studio d’animation européen dans la production de dessins animés CGI.

## Filmographie

### Films
- 2007 : Winx Club : Le Secret du royaume perdu (Winx Club : Il segreto del regno perduto) d'Iginio Straffi
- 2010 : Winx Club 3D : L'Aventure Magique (Winx Club 3D : Magica Avventura) d'Iginio Straffi
- 2012 : Les Gladiateurs de Rome (Gladiatori di Roma) d'Iginio Straffi
- 2014 : Winx Club : Le Mystère des abysses (Winx Club : Il mistero degli abissi) d'Iginio Straffi
- 2017 : Tiro libero d'Alessandro Valori
- 2017 : La Fille dans le brouillard (La ragazza nella nebbia) de Donato Carrisi
- 2018 : Puoi baciare lo sposo d'Alessandro Genovesi
- 2018 : Ti presento Sofia de Guido Chiesa
- 2019 : L'Égarée (L'uomo del labirinto) de Donato Carrisi
- 2020 : Me contro Te - Il film: La vendetta del Signor S de Gianluca Leuzzi
- 2020 : Cambio tutto! de Guido Chiesa
- 2020 : 10 giorni con Babbo Natale de Alessandro Genovesi

### Séries télévisées
- 1999-2002 : Tommy e Oscar
- 2002-2003 : Prezzemolo
- 2004-2019 : Winx Club
- 2005-2009 : Monster Allergy
- 2009-2012 : Huntik : À la recherche des Titans (Huntik: Secrets & Seekers)
- 2011 : Pop Pixie
- 2012-2016 : Mia et moi (Mia and Me)
- 2016-2018 : Regal Academy : L'Académie royale (Regal Academy)
- 2016-2017 : Maggie et Bianca (Maggie & Bianca Fashion Friends)
- 2016-2017 : Le Monde des Winx (World Of Winx)
- depuis 2018 : 44 Chats (44 Gatti)
- depuis 2019 : Club 57
- 2021-2022 : Destin : La Saga Winx (Fate: The Winx Saga)
- depuis 2021 : Summer & Todd: Happy Farmers
- depuis 2021 : Pinocchio and Friends
- depuis 2024 : Sirènes Suprêmes